# Duck Sauce
Duck Sauce er et samarbejde mellem DJ's Armand van Helden og A-Trak.